# Abougoudam (département)
Le département d'Abougoudam est un des quatre départements composant la province du Ouaddaï au Tchad. Son chef-lieu est Abougoudam.

## Subdivisions
Le département d'Abougoudam compte trois sous-préfectures qui ont le statut de communes :
- Abougoudam,

## Histoire
Le département d'Abougoudam a été créé par l'ordonnance n° 038/PR/2018 portant création des unités administratives et des collectivités autonomes du 10 août 2018.

## Administration
Préfets d'Abougoudam (depuis 2018)
- nd.